# Félicien Bataille
L'abbé Félicien Bataille, né le 2 septembre 1841 à Escanaffles (Belgique) et mort le 18 février 1911 à Jolimont, aujourd'hui quartier oriental de la ville de La Louvière en Belgique, est un prélat belge, fondateur et directeur spirituel de l'hôpital de Jolimont en 1881.  

## Biographie

### Origines familiales
Félicien Joseph Bataille, né le 2 septembre 1841 à Escanaffles, est le fils de Pierre Joseph Bataille (1796-1882), censier et fabricant de tuiles, et de Marie-Anne Detournay (1800-1883), mariés en 1829, parents de dix enfants, dont trois entrent en religion et, notamment, grands-parents de quatre religieuses et d'un prêtre.

### Formation et premières fonctions
En 1855, Félicien Bataille entre au petit séminaire de Bonne-Espérance afin d'y suivre ses études d'humanités. En 1864, il poursuit sa formation au séminaire de Tournai. Devenu prêtre en 1868, il est d'abord nommé vicaire à Brugelette et professeur de religion à l'École normale de Tournai.
Atteint par la tuberculose en 1871, Félicien Bataille cède ses charges vicariales à son frère cadet Léopold (1847-1889). Rétabli, il sollicite et obtient, en 1872, l'exercice de la fonction de directeur spirituel et d'aumônier de hôpital Notre-Dame à la Rose de Lessines. Des désaccords avec la commission des hospices civils le contraignent à quitter le logement qu'il occupe au sein de l'hôpital de Lessines, en 1876 et à s'établir en ville, tout en conservant ses fonctions.

### Fondation de l'hôpital de Jolimont
En 1881, l'abbé Bataille envisage de s'établir loin de Lessines et de fonder une nouvelle communauté religieuse. Il visite plusieurs propriétés de la Région du Centre, avant de jeter son dévolu sur le château du Bouly, situé à Jolimont, près de La Louvière et jadis occupé par Victor Dequanter, le directeur des charbonnages de Haine-Saint-Pierre et La Hestre. Ce choix est approuvé par Louise Lateau, célèbre stigmatisée qui réside à Bois-d'Haine, non loin du quartier du Bouly.  Félicien Bataille est suivi dans son projet par quelques religieuses de la communauté des chanoinesses de Saint-Augustin.
L'établissement de l'abbé Bataille à Jolimont lui permet d'y créer un hospice au sein du château du Bouly, acquis par les chanoinesses de Lessines le 12 décembre 1881. La nouvelle institution, initialement connue sous le nom d'« Institut Notre-Dame de la Compassion » accueille les premiers patients dix jours plus tard.

### Développement de l'hôpital

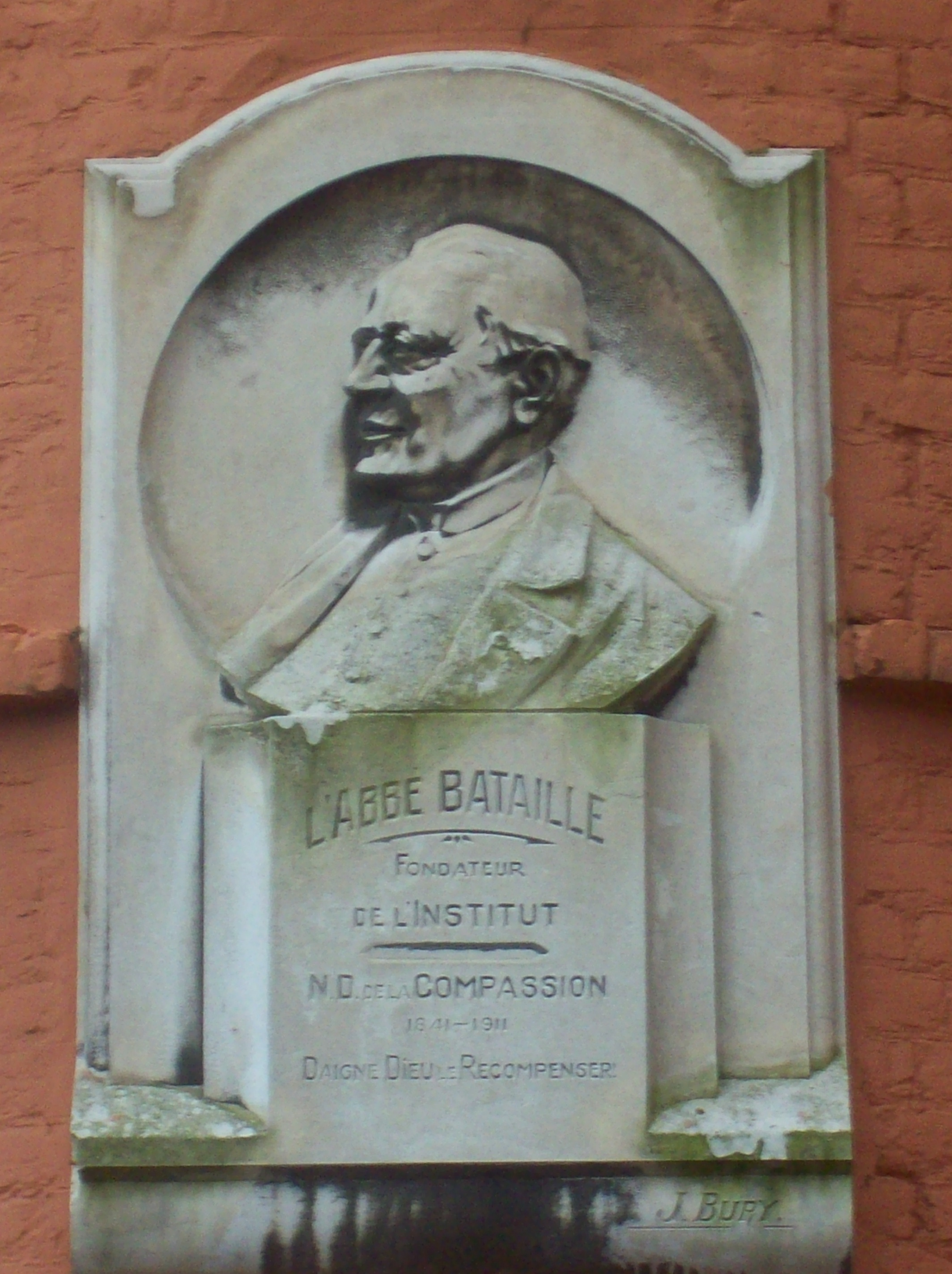
Bas-relief de Juan Bury représentant l'abbé Bataille à l'hôpital de Jolimont.

Durant trente ans, Félicien Bataille œuvre, de concert avec les religieuses, afin de prodiguer à l'hôpital de Jolimont, des soins aux blessés de l'industrie, aux patients atteints de pathologies diverses et aux vieillards de la Région du Centre. 
Selon le souhait de l'abbé Bataille, en contact avec des pères Servites établis à Londres, les religieuses forment désormais un institut religieux de droit diocésain sous le nom de sœurs Servites de Marie de Jolimont. Elles portent le costume servite dès 1885, obéissent à la règle de saint Augustin, mais ne sont affiliées à l'ordre des Servites de Marie qu'en 1927. À partir de 1884, l’institut s’étend selon la conception pavillonnaire qui prévaut en Belgique et en Europe jusqu’au début du XXe siècle.
L'hôpital de Jolimont s'adjoint de nouveaux services : section Saint-Pierre pour vieillards et patients tuberculeux en 1891, section d'isolement en 1896, clinique chirurgicale en 1902, et aile pour les logements des religieuses en 1910.

### Maisons filiales
Parallèlement au développement sur le site de Jolimont, l'abbé Bataille crée deux institutions à vocation sanitaire et desservies par des religieuses de Jolimont, en d'autres lieux : l'institut chirurgical au Square Marie-Louise de Bruxelles (1889) et l'hôpital Louise de Morlanwelz (1899).

### Spiritualité servite
Félicien Bataille nourrit depuis sa jeunesse un intérêt pour la spiritualité servite. Il rencontre à cet effet l'abbé Sosthène Ledoux, ancien supérieur du collège de Vaucouleurs dans la Meuse, exilé depuis 1883, à Londres. Une solide amitié lie les deux hommes, renforcée par leur désir de représenter l'ordre des servites en Belgique. Après avoir songé à l'établissement d'un ordre de frères servites à Châtelet, l'abbé Bataille préfère aider le père Ledoux à fonder la communauté des pères servites qui érigent une chapelle à la rue de Washington à Ixelles, dans la paroisse de la Sainte-Trinité, sur un terrain acquis par Félicien Bataille en 1891.

### Voyages et dernières années
L'abbé Bataille se rend fréquemment en voyage. Ses premiers périples le mènent en France et en Grande-Bretagne dès les années 1880. Il visite ensuite à plusieurs reprises Rome et les cités italiennes (Milan, Bologne, Padoue, etc.), il découvre les sanctuaires servites de Vicence et de Florence. Il se rend également, en 1908, au congrès marial de Saragosse.
Félicien Bataille meurt à Jolimont, le 18 février 1911 à l'âge de 69 ans, ses funérailles ont lieu le 23 février suivant. Il est inhumé dans un caveau commun auprès des premières religieuses de l'hôpital, dans le cimetière de Jolimont.

## Publications
L'abbé Bataille est l'auteur de deux ouvrages :
- Félicien Bataille, La compassion aux douleurs de Marie : Imité de l'espagnol, Jolimont, 1901.
- Félicien Bataille, Le mois du précieux sang, Tournai, H. et L. Casterman, 1907, 274 p..